# متیو آنتوین
متیو آنتوین (انگلیسی: Matthew Antoine؛ زادهٔ ۲ آوریل ۱۹۸۵) ورزشکار اسکلتون اهل ایالات متحده آمریکا است.
او در مسابقات کشوری و بین‌المللی در مجموع برندهٔ ۱ مدال طلا، ۱ مدال برنز شده‌است.